# Orestias lastarriae
Orestias lastarriae es una especie de pez de la familia de los cyprinodontidae en el orden de los ciprinodontiformes.

## Hábitat
Es una especie de agua dulce.

## Distribución geográfica
Se encuentran en Sudamérica, concretamente al este de Lima (Perú).